# Pittore di Brygos

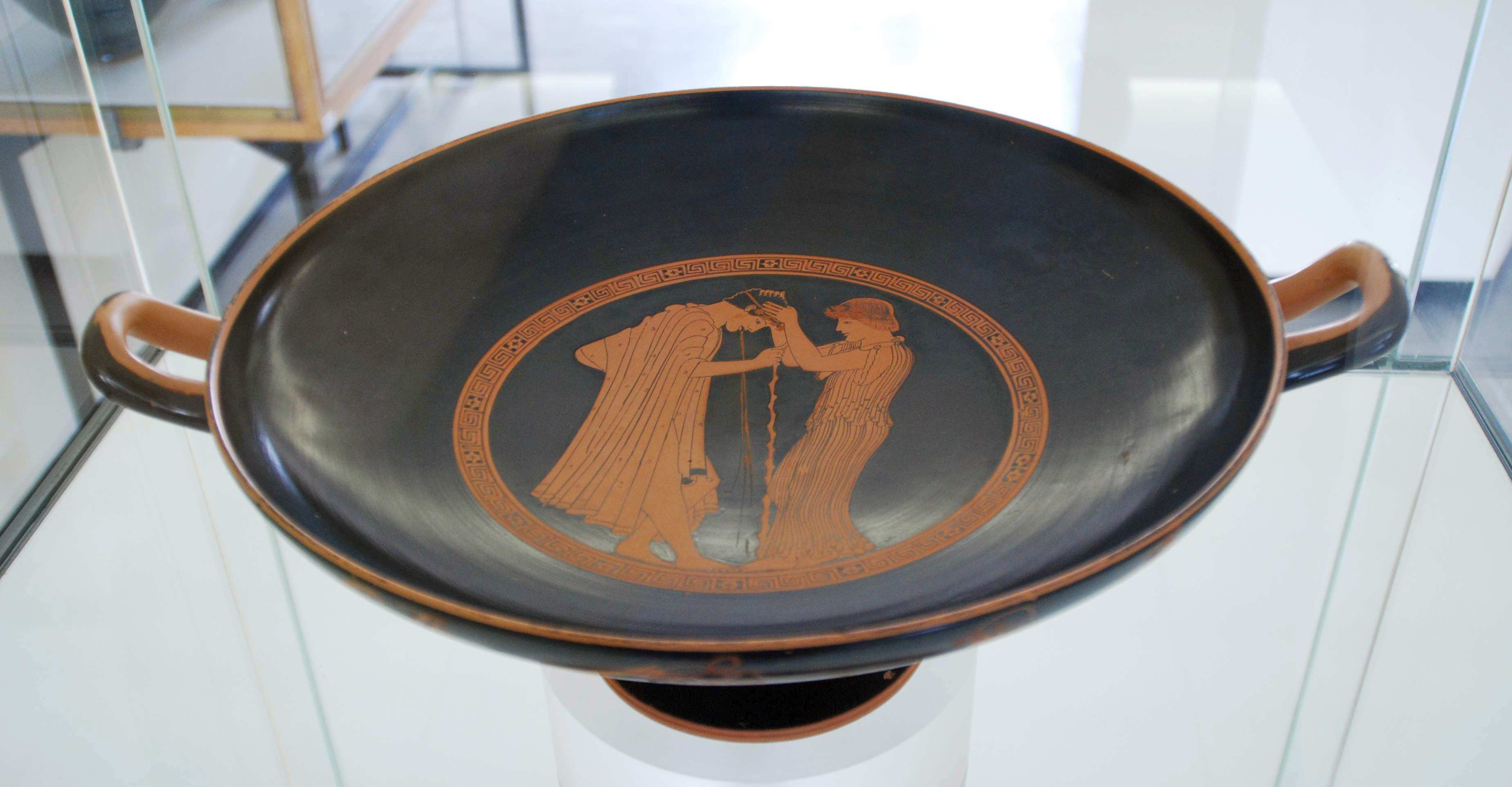
Pittore di Brygos, la Coppa di Würzburg, Würzburg, Martin von Wagner Museum 479.

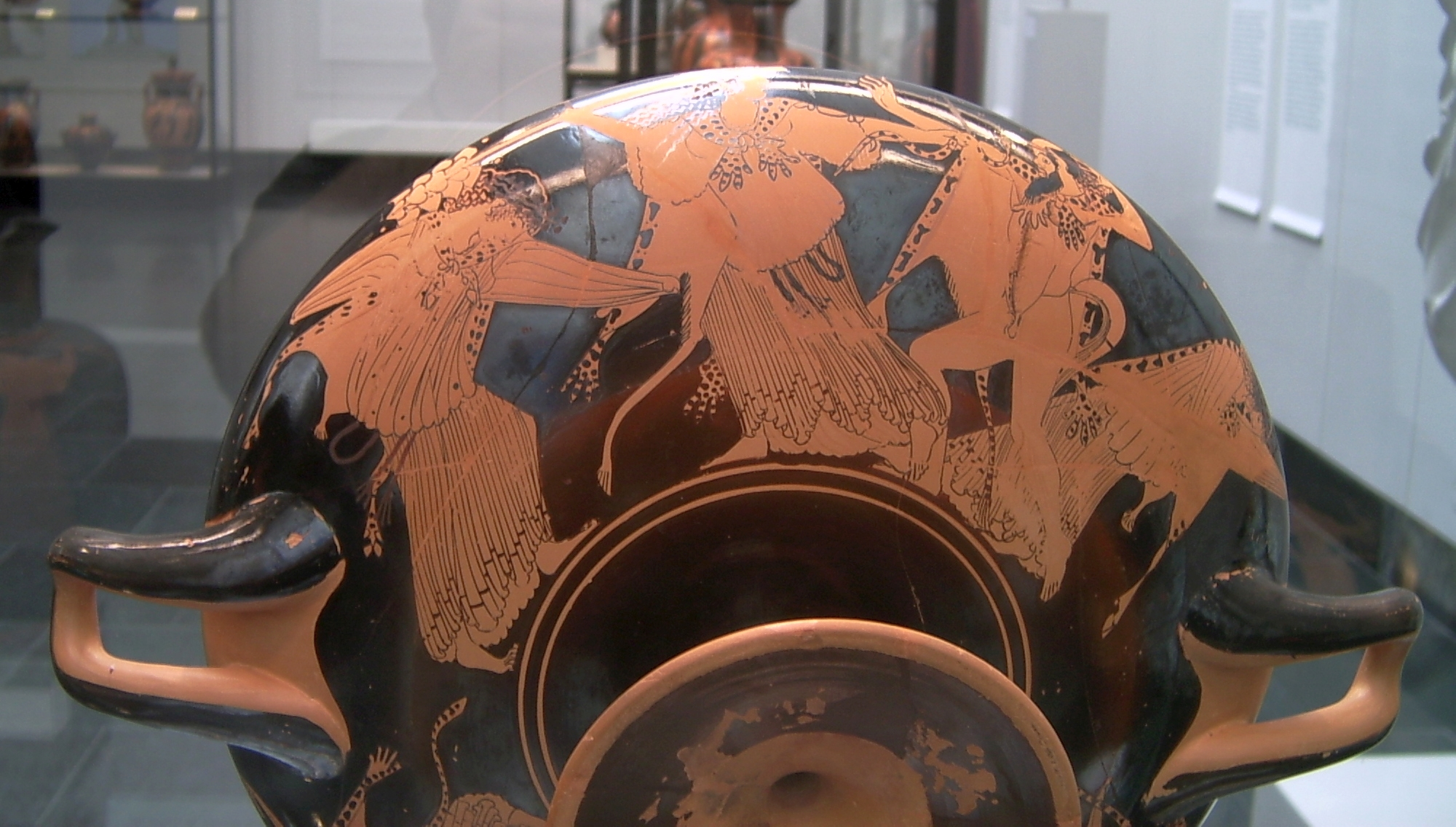
Pittore di Brygos, lato B di una coppa con menadi e satiri. Monaco di Baviera, Antikensammlungen 2645.

Pittore di Brygos (fl. 490/ 470 a.C.) è il nome convenzionale assegnato ad un ceramografo attico attivo ad Atene.

## Attività
Considerato uno dei maggiori artisti della ceramica attica a figure rosse fu allievo di Onesimo e come quest'ultimo principalmente decoratore di coppe. Sono circa 200 i lavori attribuitigli (benché non tutti con certezza) e comprendono skyphoi, kantharoi, rhyta, lekythoi, solitamente a figure rosse, oltre ad alcuni vasi decorati a fondo bianco
Ebbe molti seguaci. Nessun vaso ci è giunto con la sua firma, il nome deriva dalla firma del ceramista Brygos presente su cinque delle coppe da lui dipinte e che alcuni studiosi ritengono poter essere la stessa persona.
Dipinse scene di baccanti con caratteristiche figure femminili, di simposio, di palestra, di battaglie prediligendo quei soggetti che potessero fornire pretesto alla rappresentazione di scene animate e in movimento, soprattutto nel primo periodo della sua attività; in minor numero appaiono scene di carattere opposto e quieto: ne è un esempio l'anfora nolana conservata a Boston raffigurante un suonatore di lira e il suo ascoltatore.
Fu decoratore particolarmente inventivo e originale nella scelta dei particolari e nella rappresentazione dell'ebbrezza e dell'estasi, caratteristica che condivise con il contemporaneo Pittore di Kleophrades, insieme all'impiego di procedimenti pittorici: il bruno chiaro diluito, le macchie rosse per il sangue, le ombre sui corpi.

## Stile
L'inventiva del Pittore di Brygos coinvolse anche i temi mitologici dove ebbe modo di impiegare una predisposizione alla rappresentazione del dramma che sembra richiamare il teatro. Il dramma satiresco è stato chiamato in causa al riguardo della coppa E65 di Londra dove quattro satiri tentano di avvicinarsi a Era ma vengono fermati da Ermes e da Eracle; sul lato opposto la scena si svolge in un santuario e l'assalto è condotto contro Iride. Un esempio di dramma classico, seppur fedele al testo omerico, è la decorazione dello skyphos di Vienna con il banchetto di Achille per la morte di Ettore e la supplica di Priamo per riottenerne il corpo.
Nella coppa 2293 di Berlino con il carro di Selene nel tondo centrale sembra presagire quel mondo di simboli che si svilupperà in epoca classica e la rappresentazione del carro, se è giusta l'interpretazione che lo vede diretto verso il basso, può essere la stessa che viene richiamata sul frontone orientale del Partenone. La gigantomachia che si sviluppa all'esterno riprende soluzioni già adottate in letteratura nei due secoli precedenti e in scultura nel fregio del Tesoro dei Sifni, e che verranno riprese dai ceramisti della seconda metà del V secolo a.C.

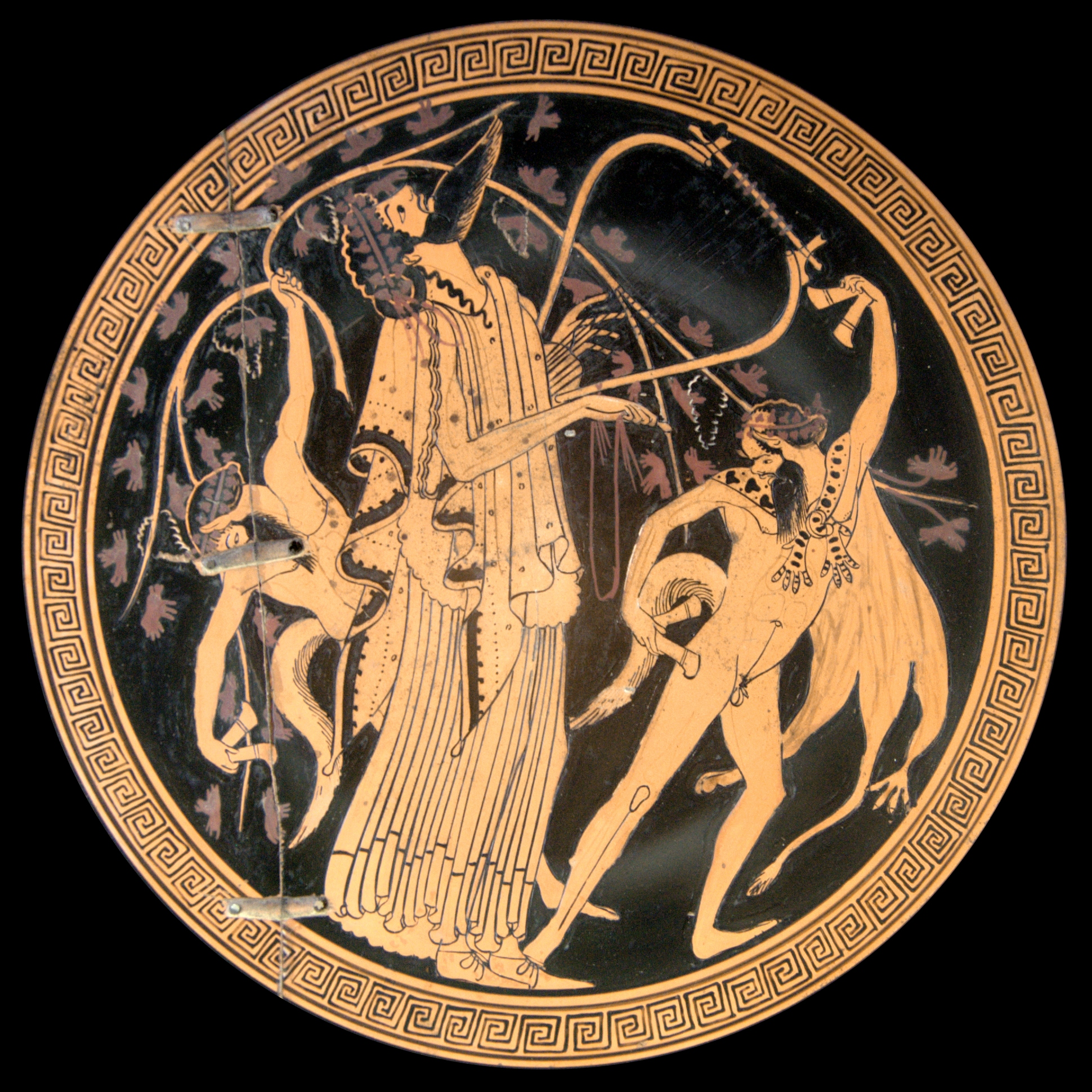
Dioniso e satiri, tondo da una kylix del Pittore di Brygos, circa 480 a.C. Parigi, Museo del Louvre
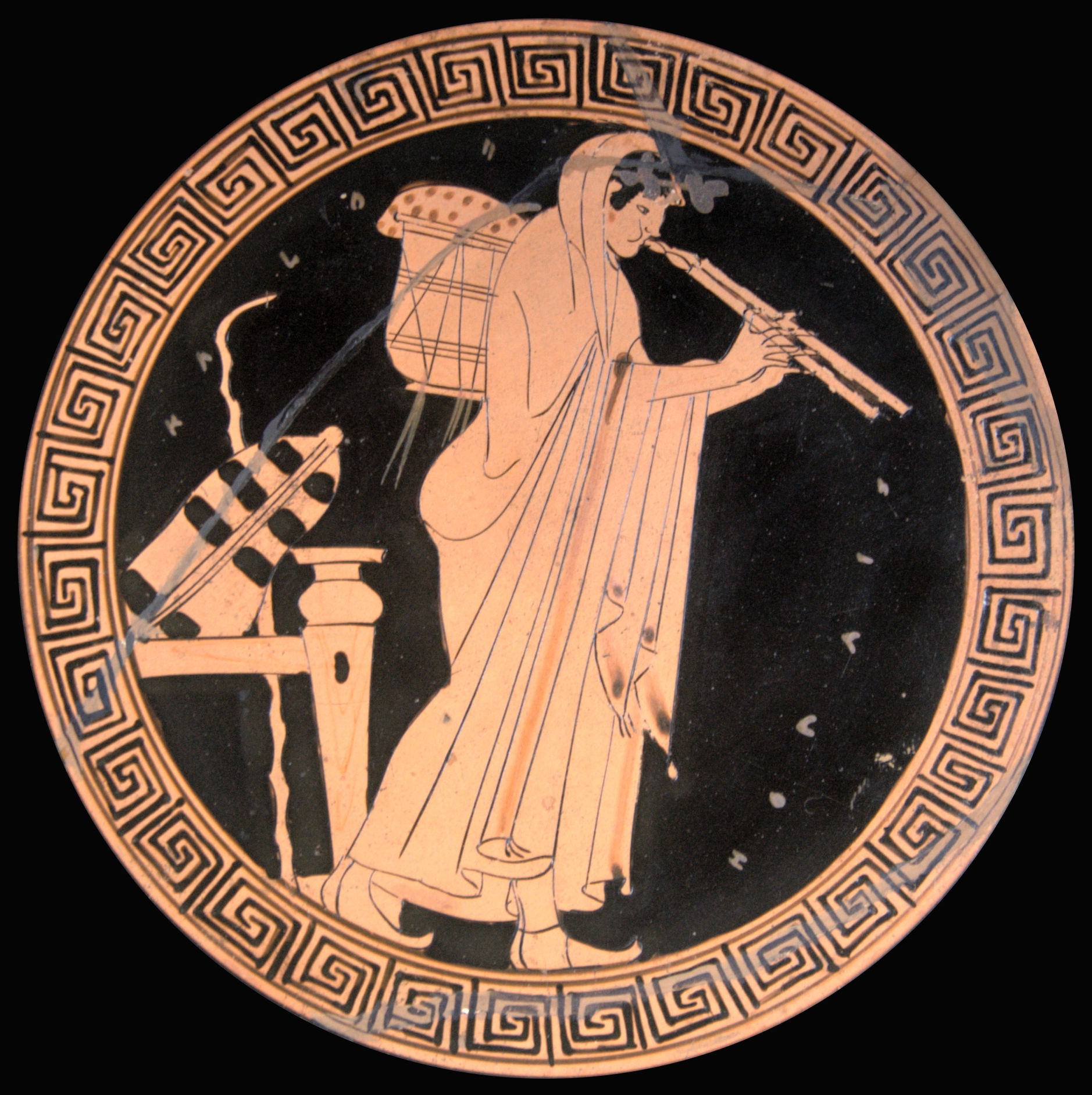
Suonatore di aulos, tondo di una kylix a figure rosse, circa 490 a.C. Parigi, Museo del Louvre
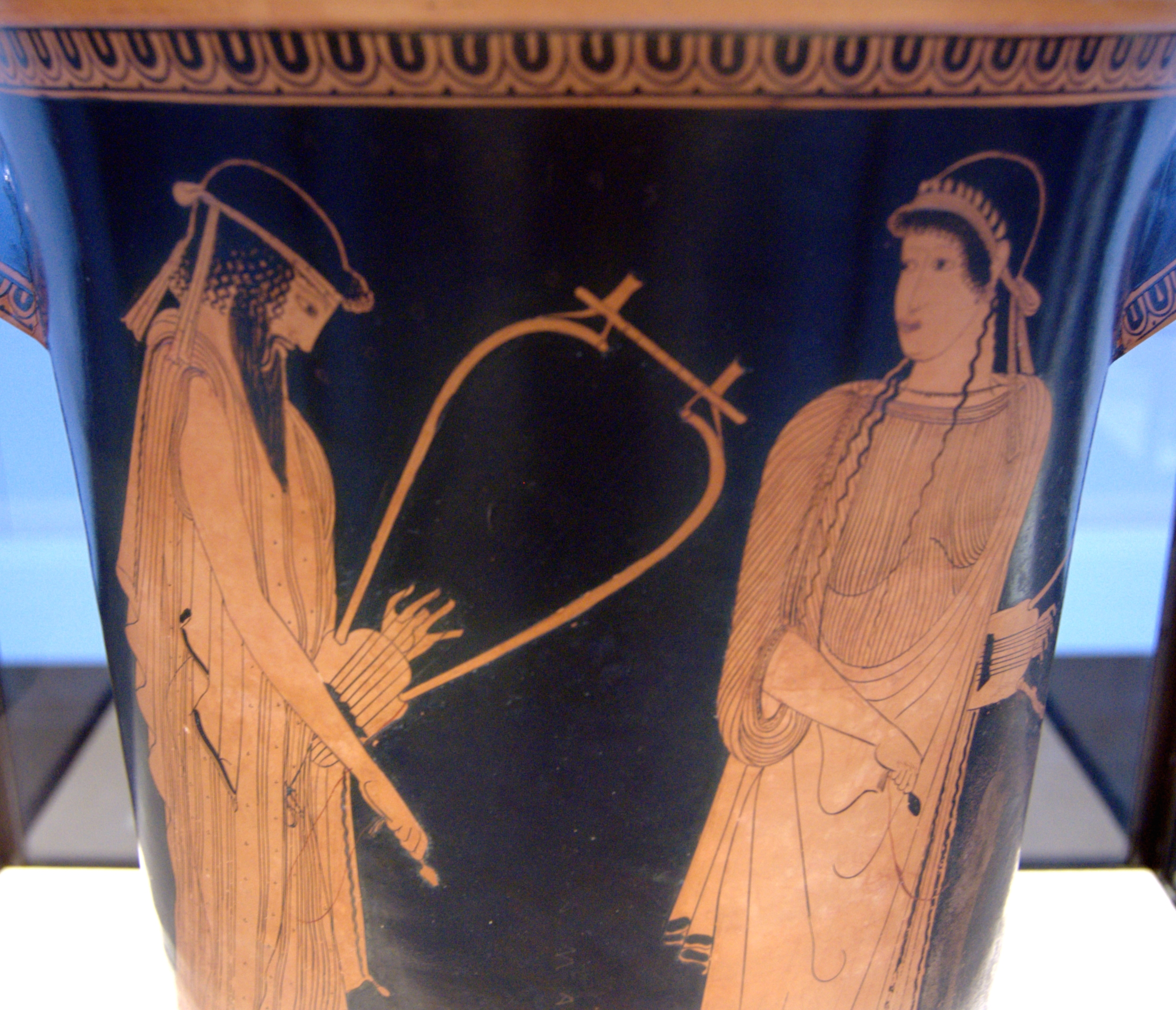
Alceo e Saffo, lato A di un calathus attico a figure rosse, circa 470 a.C. da Akragas, Staatliche Antikensammlungen
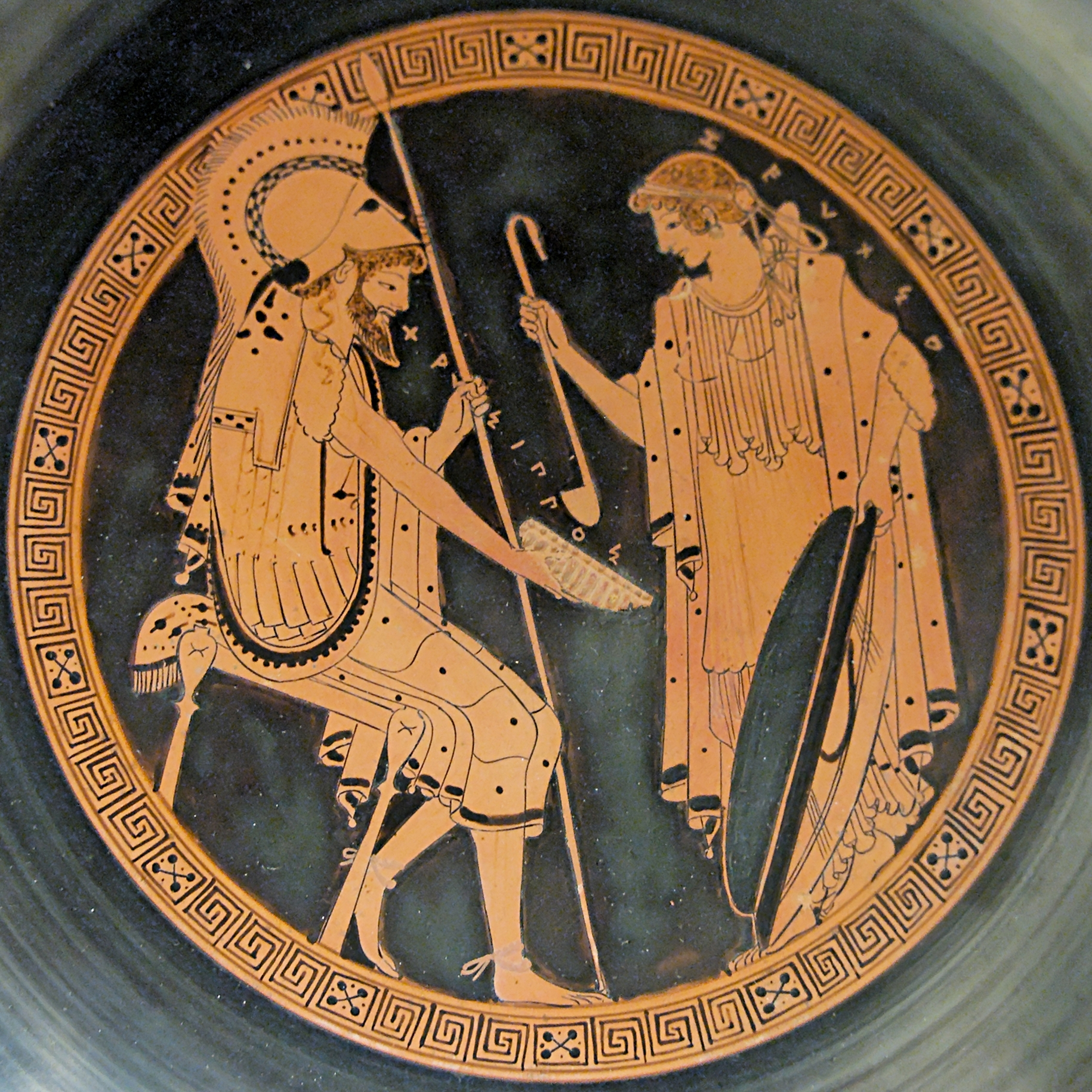
Zeuso e Crisippo, tondo di una kylix a figure rosse, circa 490/480 a.C., dalla "Tomba di Brygos" (Tomba II), Capua. Londra, British Museum.
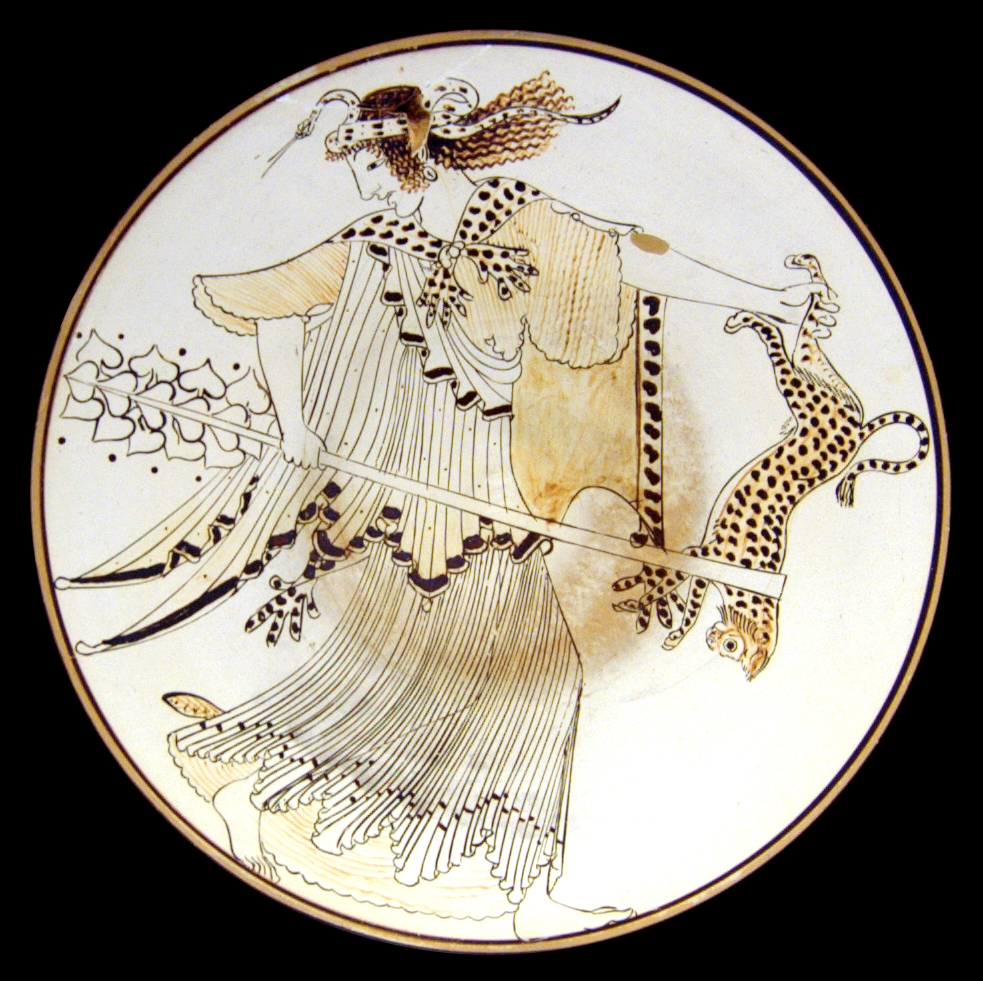
Menade infuriata. Tiene un thyrsos nella mano destra, la sua sinistra oscilla una pantera nell'aria. Un serpente si sta avvolgendo nel diadema tra i suoi capelli, tondo di una kylix macinata bianca, 490-480 a.C. Monaco di Baviera, Staatliche Antikensammlungen